# Saison 2009-2010 des FAR de Rabat
Maillots
Chronologie
Saison précédente Saison suivante
Lors de la saison 2009-2010, le club marocain des FAR de Rabat disputera quatre compétitions : le championnat national marocain, la coupe du trône, la ligue des champions de la CAF et la coupe nord-africaine des clubs champions.

## Horaires des matches
Les horaires de toutes les rencontres dans cette page sont en heure GMT.

## Matches amicaux

### Stage à Agadir
| 1er août 2009 | Adrar Dcheira | 0–3 | FAR de Rabat                                           | 17h30 - Stade Ahmed Fana, Dcheira |
|               |               |     | Redouane Errihani · Jawad Ouaddouch · Mustapha Allaoui |                                   |

----
| 5 août 2009 | Hassania d'Agadir | 0–1 | FAR de Rabat                 | 19h00 - Stade Al Inbiâate, Agadir |
|             |                   |     | Abderrazak El Mnasfi penalty |                                   |

----
| 8 août 2009 | Union Inzegane | 0–2 | FAR de Rabat                   | 17h30 - Stade Municipal, Inezgane |
|             |                |     | Brahim Nekkach · Tarik Marzouk |                                   |

----

### Tournoi Ahmed Antifit
| 13 août 2009 Groupe B, journée 1 | Olympique de Khouribga | 0–0 (5-4 tab) | FAR de Rabat | 14h30 - Stade Père Jégo, Casablanca |  |
|                                  |                        |               |              |                                     |  |

----
| 15 août 2009 Groupe B, journée 2 | Wydad de Casablanca | 0–1 | FAR de Rabat    | 16h30 - Stade Père Jégo, Casablanca |
|                                  |                     |     | Hassan Bouizgar |                                     |

----
| 16 août 2009 Finale | Raja de Casablanca                               | 3–0 | FAR de Rabat | 16h30 - Complexe Mohammed V, Casablanca |
|                     | Abdessamad Ouhaki · Yassine Salhy · Omar Nejjary |     |              |                                         |

----

### Autres
| 21 août 2009 | FAR de Rabat                      | 2–1 | Wydad de Fès       | 17h00 - Centre sportif de Maâmora |  |
|              | El Mehdi El Bassil · Issam Erraki |     | Omar Hassi penalty |                                   |  |

----
| 4 septembre 2009 | FAR de Rabat | 0–1 | AS Salé               | 16h00 - Centre sportif de Maâmora |
|                  |              |     | Mohamed Borji penalty |                                   |

----
| 24 janvier 2010 | Raja de Casablanca | 1–0 | FAR de Rabat | 15h00 - Stade Pere Jego, Casablanca |
|                 | Yassine Salhi      |     |              |                                     |

----
| 10 février 2010 | FAR de Rabat                                           | 3–0 | KAC de Kénitra | 14h30 - Centre sportif de Maâmora |
|                 | Jawad Ouaddouch · Jawad Ouaddouch · Abderrahmane Laabi |     |                |                                   |

----

## GNF 1

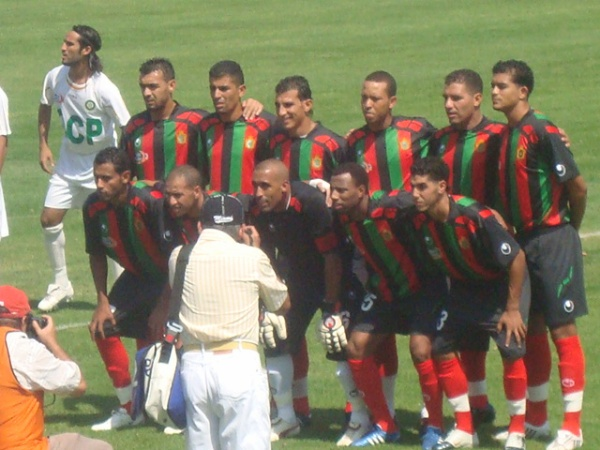
L'équipe des FAR de Rabat 2009-2010

Au bilan, l'équipe termine la saison avec 40 points, soit 10 victoires, 10 matchs nuls et 10 défaites. 21 buts ont été marqués avec comme meilleur buteur Jawad Ouaddouch qui a marqués 5 buts pour 20 encaissés.

### Statistiques
- Classement : 7
- Nombre de matchs joués : 30
- Nombre de points : 40
- Nombre de points par match : 1,3
- Nombre de victoires : 10
- Pourcentage de victoires : 33,3 %
- Nombre de matchs nuls : 10
- Pourcentage de matchs nuls : 33,3 %
- Nombre de défaites : 10
- Pourcentage de défaites : 33,3 %
- Nombre de buts marqués : 21
- Moyenne de buts marqués par match : 0.7
- Nombre de buts encaissés : 20
- Moyenne de buts encaissés par match : 0.6
- Plus large victoire : FAR de Rabat 4-1 Olympique de Safi
- Plus large défaite : Difaâ d'El Jadida 2-0 FAR de Rabat / Jeunesse Sportive El Massira 2-0 FAR de Rabat / FAR de Rabat 1-3 Maghreb de Fès
- Records de victoires de suite : 2

### Classement de l’Équipe
| Rang | Équipe                | Pts | J  | G  | N  | P  | Bp | Bc | Diff |
| ---- | --------------------- | --- | -- | -- | -- | -- | -- | -- | ---- |
| 1    | Wydad de Casablanca C | 54  | 30 | 15 | 9  | 6  | 36 | 22 | +14  |
| 2    | Raja de Casablanca T  | 52  | 30 | 14 | 10 | 6  | 39 | 26 | +13  |
| 3    | Difaâ d'El Jadida V   | 50  | 30 | 12 | 14 | 4  | 30 | 17 | +13  |
| 4    | Kawkab de Marrakech   | 44  | 30 | 10 | 14 | 6  | 27 | 19 | +8   |
| 5    | OC Khouribga          | 43  | 30 | 11 | 10 | 9  | 30 | 26 | +4   |
| 6    | Hassania d'Agadir     | 41  | 30 | 10 | 11 | 9  | 33 | 31 | +2   |
| 7    | FAR de Rabat CdT      | 40  | 30 | 10 | 10 | 10 | 21 | 20 | +1   |
| 8    | Maghreb de Fès        | 39  | 30 | 9  | 12 | 9  | 29 | 26 | +3   |
| 9    | KAC de Kénitra        | 38  | 30 | 10 | 8  | 12 | 28 | 30 | -2   |
| 10   | Moghreb de Tétouan    | 36  | 30 | 7  | 15 | 8  | 18 | 18 | 0    |
| 11   | Wydad de Fès P        | 36  | 30 | 9  | 9  | 12 | 33 | 41 | -8   |
| 12   | FUS de Rabat P        | 36  | 30 | 9  | 9  | 12 | 24 | 30 | -6   |
| 13   | Jeunesse El Massira   | 33  | 30 | 7  | 12 | 11 | 26 | 33 | -7   |
| 14   | Olympique de Safi     | 33  | 30 | 8  | 9  | 13 | 29 | 37 | -8   |
| 15   | Ittihad Khémisset ↓   | 33  | 30 | 7  | 12 | 11 | 15 | 22 | -7   |
| 16   | AS Salé ↓             | 24  | 30 | 4  | 12 | 14 | 15 | 35 | -20  |

### Classement des buteurs
| Place | Joueur               | Buts |
| ----- | -------------------- | ---- |
| 1     | Jawad Ouaddouch      | 5    |
| 2     | Issam Erraki         | 4    |
| -     | Abderrazak El Mnasfi | 4    |
| 4     | El Mehdi El Bassil   | 2    |
| -     | Mohamed Jawad        | 2    |
| 6     | Hassan Bouizgar      | 1    |
| -     | Mehdi Azim           | 1    |

### Phase Aller
| 30 août 2009 Journée 1 | Raja de Casablanca | 1–0 | FAR de Rabat | 16h00 - Complexe Mohamed V, Casablanca |
|                        | Djim Ngom 59e      |     |              |                                        |

| 12 septembre 2009 Journée 2 | FAR de Rabat | 0–0 | Moghreb de Tétouan | 22h00 - Complexe Moulay Abdallah, Rabat |  |
|                             |              |     |                    |                                         |  |

| 26 septembre 2009 Journée 3 | Kawkab de Marrakech       | 1–0 | FAR de Rabat | 19h30 - Stade El Harti, Marrakech |
|                             | Gleison Jorge de Souza 7e |     |              |                                   |

| 3 octobre 2009 Journée 4 | FAR de Rabat | 0–1 | Difaâ d'El Jadida | 16h30 - Complexe Moulay Abdallah, Rabat |
|                          |              |     | Pape Later 71e    |                                         |

| 18 octobre 2009 Journée 5 | FUS de Rabat | 0–1 | FAR de Rabat            | 15h00 - Complexe Moulay Abdallah, Rabat |
|                           |              |     | Aziz Lagraoui 35e (csc) |                                         |

| 24 octobre 2009 Journée 6 | FAR de Rabat | 0–0 | Jeunesse El Massira | 15h00 - Complexe Moulay Abdallah, Rabat |  |
|                           |              |     |                     |                                         |  |

| 31 octobre 2009 Journée 7 | Maghreb de Fès | 0–0 | FAR de Rabat | 19h30 - Complexe sportif, Fès |  |
|                           |                |     |              |                               |  |

| 7 novembre 2009 Journée 8 | FAR de Rabat      | 1–0 | Wydad de Casablanca | 14h00 - Complexe Moulay Abdallah, Rabat |
|                           | Mohamed Jawad 14e |     |                     |                                         |

| 9 décembre 2009 Journée 9 | Ittihad Khémisset | 0–0 | FAR de Rabat | 14h30 - Stade du 18 novembre, Khémisset |  |
|                           |                   |     |              |                                         |  |

| 4 décembre 2009 Journée 10 | FAR de Rabat | 0–1 | Olympique de Khouribga | 19h30 - Complexe Moulay Abdallah, Rabat |
|                            |              |     | Zakaria Amzil 32e      |                                         |

| 13 décembre 2009 Journée 11 | Olympique de Safi | 0–0 | FAR de Rabat | 18h00 - Stade El Massira, Safi |  |
|                             |                   |     |              |                                |  |

| 19 décembre 2009 Journée 12 | FAR de Rabat        | 1–0 | AS Salé | 19h00 - Complexe Moulay Abdallah, Rabat |
|                             | Jawad Ouaddouch 22e |     |         |                                         |

| 27 décembre 2009 Journée 13 | FAR de Rabat     | 1–0 | Hassania d'Agadir | 18h00 - Complexe Moulay Abdallah, Rabat |
|                             | Issam Erraki 76e |     |                   |                                         |

| 2 janvier 2010 Journée 14 | KAC de Kénitra | 0–0 | FAR de Rabat | 14h30 - Stade Municipal, Kénitra |  |
|                           |                |     |              |                                  |  |

| 8 janvier 2010 Journée 15 | FAR de Rabat                                                        | 3–1 | Wydad de Fès  | 20h00 - Complexe Moulay Abdallah, Rabat |  |
|                           | Hassan Bouizgar 11e · Issam Erraki 25e (penalty) · Issam Erraki 90e |     | Omar Hassi 4e |                                         |  |

### Phase Retour
| 30 janvier 2010 Journée 16 | Moghreb de Tétouan | 0–0 | FAR de Rabat | 15h00 - Stade Saniat Rmel, Tétouan |  |
|                            |                    |     |              |                                    |  |

| 6 février 2010 Journée 17 | FAR de Rabat | 0–0 | Kawkab de Marrakech | 19h00 - Complexe Moulay Abdallah, Rabat |  |
|                           |              |     |                     |                                         |  |

| 18 février 2010 Journée 18 | Difaâ d'El Jadida                         | 2–0 | FAR de Rabat | 19h00 - Stade El Abdi, El Jadida |
|                            | Cheikh Oumar Dabo 15e · Adil Karouchi 45e |     |              |                                  |

| 23 février 2010 Journée 19 | FAR de Rabat   | 1–0 | FUS de Rabat | 19h00 - Complexe Moulay Abdallah, Rabat |
|                            | Mehdi Azim 76e |     |              |                                         |

| 28 février 2010 Journée 20 | Jeunesse Sportive El Massira            | 2–0 | FAR de Rabat | 15h00 - Stade Sheikh Mohamed Laghdaf, Laâyoune |
|                            | Adil Hliouat 39e · Amine El Bakkali 79e |     |              |                                                |

| 6 mars 2010 Journée 21 | FAR de Rabat             | 1–3 | Maghreb de Fès                                       | 15h00 - Complexe Moulay Abdallah, Rabat |  |
|                        | Abderrazak El Mnasfi 26e |     | Adil Fahim 20e · Flavio Baros 49e · Samir Sarsar 62e |                                         |  |

| 13 mars 2010 Journée 22 | Wydad de Casablanca         | 1–0 | FAR de Rabat | 19h00 - Complexe Mohamed V, Casablanca |
|                         | Khalid Sekkat 34e (penalty) |     |              |                                        |

| 28 mars 2010 Journée 23 | FAR de Rabat                                   | 2–1 | Ittihad Khémisset        | 18h00 - Complexe Moulay Abdallah, Rabat |  |
|                         | Jawad Ouaddouch 11e · Abderrazak El Mnasfi 60e |     | Jawad Bouâouda 93e (csc) |                                         |  |

| 7 avril 2010 Journée 24 | Olympique de Khouribga                | 2–1 | FAR de Rabat        | 15h00 - Stade du Phosphate, Khouribga |  |
|                         | Samir Ait Bihi 24e · Koffi Mechac 80e |     | Jawad Ouaddouch 70e |                                       |  |

| 11 avril 2010 Journée 25 | FAR de Rabat                                                                                   | 4–1 | Olympique de Safi      | 18h00 - Complexe Moulay Abdallah, Rabat |  |
|                          | Kamal El Ouassil 13e (csc) · Abderrazak El Mnasfi 39e · Jawad Ouaddouch 42e · Issam Erraki 63e |     | Abdelali Essamlali 72e |                                         |  |

| 17 avril 2010 Journée 26 | AS Salé | 0–2 | FAR de Rabat                                      | 15h00 - Stade Boubker Ammar, Salé |
|                          |         |     | Abderrazak El Mnasfi 52e · El Mehdi El Bassil 58e |                                   |

| 24 avril 2010 Journée 27 | Hassania d'Agadir    | 1–1 | FAR de Rabat           | 15h00 - Stade Al Inbiaate, Agadir |  |
|                          | Osmane Ben Goita 56e |     | El Mehdi El Bassil 49e |                                   |  |

| 1er mai 2010 Journée 28 | FAR de Rabat     | 1–1 | KAC de Kénitra              | 18h00 - Complexe Moulay Abdallah, Rabat |  |
|                         | Mohamed Jawad 9e |     | Wuiswell Isea Andersson 35e |                                         |  |

| 8 mai 2010 Journée 29 | Wydad de Fès        | 1–0 | FAR de Rabat | 16h00 - Complexe sportif, Fès |
|                       | Abdelali Aboubi 79e |     |              |                               |

| 15 mai 2010 Journée 30 | FAR de Rabat        | 1–0 | Raja de Casablanca | 15h00 - Complexe Moulay Abdallah, Rabat |
|                        | Jawad Ouaddouch 60e |     |                    |                                         |

## Coupe du Trône
Comme tous les clubs du Maroc, les FAR de Rabat entament la coupe du Trône de football 2009-2010 au stade des huitièmes de finale. Ils remportent leur premier match en seizième de finale de 2-1 face à Ittihad Khemisset et font 1-1 face au Maghreb de Fès et perde au pénalty 7 à 6 en huitième de final,.

### Statistiques
- Nombre de matchs joués : 2
- Nombre de victoires : 1
- Pourcentage de victoires : 50 %
- Nombre de matchs nuls : 0
- Pourcentage de matchs nuls : 0 %
- Nombre de défaites : 1
- Pourcentage de défaites : 50 %
- Nombre de buts marqués : 3
- Moyenne de buts marqués par match : 1,5
- Nombre de buts encaissés : 2
- Moyenne de buts encaissés par match : 1,0
- Plus large défaite : Maghreb de Fès 1-1 (7-6 t.a.b) FAR de Rabat

### 2etour
| 14 août 2010 2e tour | FAR de Rabat                                   | 2–1 | Ittihad Khémisset  | 22h15 - Complexe Moulay Abdallah, Rabat |  |
|                      | Hassan Bouizgar 14e · Abderrazak El Mnasfi 72e |     | Azeddine Baala 43e |                                         |  |

### Huitième de finale
| 9 septembre 2010 Huitièmes de finale | Maghreb de Fès    | 1–1 | FAR de Rabat           | 22h15 - Complexe sportif de Fès, Fès |  |
|                                      | Moussa Tigana 78e |     | El Mehdi El Bassil 70e |                                      |  |
| 7                                    | Tirs au but       | 6   |                        |                                      |  |

## Coupe nord-africaine des vainqueurs de coupe
Les FAR de Rabat participent à cette compétition comme tous les clubs vainqueurs de leurs coupes nationales en Afrique du Nord. Ils affrontent le club libyen d'Al Ahly Benghazi et font à l'aller 0-0 à Rabat et au retour ils perdent 1-0 à Misratah, et sont donc éliminés de cette compétition.

### Statistiques
- Nombre de matchs joués : 2
- Nombre de victoires : 0
- Pourcentage de victoires : 0 %
- Nombre de matchs nuls : 1
- Pourcentage de matchs nuls : 50 %
- Nombre de défaites : 1
- Pourcentage de défaites : 50 %
- Nombre de buts marqués : 0
- Moyenne de buts marqués par match : 0
- Nombre de buts encaissés : 1
- Moyenne de buts encaissés par match : 0,5
- Plus large défaite : Al Ahly Benghazi 1-0 FAR de Rabat

### Demi-finale
| 27 octobre 2009 Aller | FAR de Rabat | 0–0 | Al Ahly Benghazi | 15h30 - Complexe Moulay Abdallah, Rabat |  |
|                       |              |     |                  |                                         |  |

| 25 novembre 2009 Retour | Al Ahly Benghazi  | 1–0 | FAR de Rabat | 17h00 - Stade 9 juillet, Misratah |
|                         | Samir El Wahj 12e |     |              |                                   |

## Coupe de la confédération
Les FAR de Rabat participent avec un autre club marocain le FUS de Rabat à la coupe de la confédération 2010, Ils sont dispensés du premier tour et alors automatiquement qualifiés pour le second tour avec 11 autres clubs africains. Ils perdent leur premier match lors de l'aller face au CR Belouizdad sur un score de 1-0 et font lors du match retour à Rabat un nul de 1-1,, les FAR de Rabat sont donc éliminés de cette compétition.

### Statistiques
- Nombre de matchs joués : 2
- Nombre de victoires : 0
- Pourcentage de victoires : 0 %
- Nombre de matchs nuls : 1
- Pourcentage de matchs nuls : 50 %
- Nombre de défaites : 1
- Pourcentage de défaites : 50 %
- Nombre de buts marqués : 1
- Moyenne de buts marqués par match : 0,5
- Nombre de buts encaissés : 2
- Moyenne de buts encaissés par match : 1,0
- Plus large défaite : CR Belouizdad 1-0 FAR de Rabat

### Classement des buteurs
| Place | Joueur          | Buts |
| ----- | --------------- | ---- |
| 1     | Jawad Ouaddouch | 1    |

### 2etour
| 20 mars 2010 Aller | CR Belouizdad     | 1–0 | FAR de Rabat | 14h00 - Stade du 20-Août, Alger |
|                    | Youssef Saibi 36e |     |              |                                 |

| 3 avril 2010 Retour | FAR de Rabat        | 1–1 | CR Belouizdad           | 15h00 - Complexe Moulay Abdallah, Rabat |  |
|                     | Jawad Ouaddouch 44e |     | Mohamed Amine Aouad 42e |                                         |  |

## Autres saisons
- Saison 2007-2008 des FAR de Rabat
- Saison 2008-2009 des FAR de Rabat

## Source